# Староуртаєво
Староурта́єво (рос. Староуртаево, башк. Иҫке Уртай) — село у складі Дюртюлинського району Башкортостану, Росія. Входить до складу Старобаїшевської сільської ради.
Населення — 396 осіб (2010; 336 у 2002).
Національний склад:
- башкири — 87 %